# Діана Сільверс
Діана Маргарет Сільверс (англ. Diana Silvers; нар. 3 листопада 1997, Лос-Анджелес) — американська актриса та модель. Найвідоміша за ролями Хоуп у комедійному фільмі «Booksmart» (2019), Меггі у фільмі жахів «Ма» (2019), та Ерін Нейрд у комедійному серіалі Netflix «Космічні сили» (2020-22).

## Раннє життя
Сільверс народилася в Лос-Анджелесі 3 листопада 1997 року, п'ята з шести дітей у швейцарської матері та єврейсько-американського батька. Сільверс почала відвідувати театральні табори у 12 років після перегляду фільму «Що гнітить Гілберта Грейпа» і вирішила продовжити кар'єру в акторській майстерності. Вона відвідувала Нью-Йоркський університет, щоб вивчати акторську майстерність. Вона кинула навчання під час свого третього року наприкінці 2017 року після того, як в каліфорнійських пожежах згорів будинок її батька.

## Кар'єра
Сільверс почала працювати моделлю в підлітковому віці. У 2015 році, у випускному класі середньої школи, її помітили в IMG Models, і вона продовжувала працювати моделлю під час навчання в Нью-Йоркському університеті, щоб оплатити своє навчання. У 2019 році вона закривала осінній показ Стелли Маккартні.
Сільверс дебютувала в епізоді серіалу «Назустріч пітьмі» на каналі Hulu у 2018 році, а потім знялася у фільмі М. Найта Ш'ямалана «Скло» (2019). Під час навчання в коледжі вона пройшла прослуховування на роль у фільмі жахів «Ма» (2019) і отримала роль, хоча вважала, що провалила прослуховування. У фільмі «Ма» вона грає Меґґі, чиї друзі подружилися з головною героїнею, яка незабаром починає їх тероризувати. Під час зйомок «Ма» Сільверс отримала сценарій для фільму «Booksmart» (2019) і спочатку була запрошена на прослуховування на роль закоханої головної героїні, але натомість отримала роль Хоуп. У жовтні 2018 року стало відомо, що Сільверс отримала роль у бойовику «Агент Єва». У вересні 2019 року було оголошено, що Сільверс отримала роль Ерін Нейрд у комедійному серіалі Netflix «Космічні сили» (2020-2022). Вона також знялася у фільмі Сари Адіни Сміт «Райські птахи» для Amazon у 2021 році.

## Фільмографія

### Кінофільми
| Рік  | Назва (укр.)    | Назва (англ.)     | Роль          |
| ---- | --------------- | ----------------- | ------------- |
| 2019 | Скло            | Glass             | чирлідерка    |
| 2019 | Освіта          | Booksmart         | Хоуп          |
| 2019 | Ма              | Ma                | Меггі Томпсон |
| 2020 | Агент Єва       | Ava               | Камілла       |
| 2021 | Райські птахи   | Birds of Paradise | Кейт          |
| 2024 | Кілер           | The Killer        | Дженн Кларк   |
| 2024 | Самотня планета | Lonely Planet     | Лілі Кемп     |

### Телебачення
| Рік         | Назва (укр.)     | Назва (англ.) | Роль          | Примітки                  |
| ----------- | ---------------- | ------------- | ------------- | ------------------------- |
| 2018        | Назустріч пітьмі | Into the Dark | Кімберлі Томс | Епізод: «Flesh & Blood»   |
| 2020 — 2022 | Космічні сили    | Space Force   | Ерін Нейрд    | Основна роль; 17 епізодів |
| 2025        | Покинуті         | The Abandons  | Далія Теллер  | Основна роль; 10 епізодів |

### Музичні відео
| Рік  | Назва   | Виконавець   |
| ---- | ------- | ------------ |
| 2020 | Vampire | Домінік Файк |